# 岩瀬日本大学高等学校
岩瀬日本大学高等学校（いわせにほんだいがくこうとうがっこう）は、茨城県桜川市友部にある日本大学準付属の私立高等学校である。設置者は学校法人土浦日本大学学園。
1974年（昭和49年）に土浦日本大学高等学校の分校として開設され、2002年（平成14年）に日本大学23校目の系列校として独立した。

## 沿革
- 1963年2月 - 日本大学の系列付属高校として茨城県土浦市に土浦高等学校が設立される。（準付属契約）
- 1964年7月 - 土浦日本大学高等学校と改称。
- 1973年 - 岩瀬町（現、桜川市）が羽黒中学校跡地へ土浦日本大学高等学校を誘致。水戸への通学者を奪うとして私学協会から反対を受けたが、定員の削減や定員以上の入学を認めないことを条件に12月に認可を受けた[1]。
- 1974年4月 - 土浦日本大学高等学校の分校として同校岩瀬校舎が開校（日本大学側は本校については準付属校だが、分校については準付属校とは認めていなかった）[2]
- 2002年4月 - 岩瀬日本大学高等学校として独立。（これをもって日本大学との準付属校契約が成立）
- 2011年5月 - 学校敷地内に3階建ての新校舎完成。

## 設置学科
次の教育組織がある。
普通科
- 日大・総進コース（1年次）- 日本大学を中心とした大学進学を達成するために必要な学力を養成するコース。
  - 日大クラス（2・3年次）- 部活動と学習の両立を可能にし、付属校推薦制度による日本大学への進学を目指すクラス。
  - 総合クラス（2・3年次）- 文系のみのクラス編成となり、大学、専門学校への進学、就職と幅広い進路に対応するクラス。

- 国立・特進コース（1年次）- 国公立難関私立大学への現役合格を目標に、標準的な高校を超える授業時間を設定しているコース。
  - 国立クラス（2・3年次）- 国公立大学への現役合格を目標に計画的に学習を進め、5教科7科目という幅広い学力を養成するクラス。
  - 　※2022年から日大・総進コースを進学コース、国立・特進コースを特進コースへと名称変更した。

## 概要
- 生徒数は男子約400名、女子約200名、合計約600名(2012年）と、規模的にはそれ程大きくない。そのため校内施設も体育館・テニスコート（4面）・武道場・天然芝野球場・多目的運動場・その他専門教室(音楽室・図書室・調理室)とやや小ぢんまりしたものとなっている。また、水泳部が存在するものの校内にプールが無いため、市営のプール等に出向き練習している。
- 校舎の周囲は田畑が広がる。また近隣に加波山・雨引観音（楽法寺）・磯部桜川公園などの景勝地もある。
- 2011年に3階建ての新校舎が完成し、生徒ラウンジやセブンイレブン自販機が設置された。学生食堂は無いが購買がありパンなどが購入できる。
- 部活動ではソフトテニス部・剣道部・ゴルフ部・卓球部・バドミントン部・硬式野球部・サッカー部などが盛んであり、卓球部はインターハイ等にも出場している。ゴルフ部からはプロゴルファーになった卒業生もいる。令和２年には、女子硬式野球クラブチームを創設した。翌年には部に昇格し全国高等学校女子硬式野球選手権大会に初出場した。
- 土浦日本大学高等学校から独立する前は分校という立場から知名度もなく、本校には入学できず紹介されてきた生徒や、地元の公立高校に入学できず2次募集で入学する生徒もおり多少荒れていた時期もあった。しかし、2002年（平成14年）の独立後は正式に日本大学の付属校となり、日大はもとより国公立大学や医学系大学にも進学する進学校となっている。ゆえに、茨城県内の高校の中で現役の大学進学率が高い位置にある。
- 日本大学に進学を希望する生徒には推薦入学制度がある。学業成績及び、全日大付属高等学校間で実施される「基礎学力到達度テスト」の成績等を考慮の上、希望学部への入学が許可される。

## 主な学校行事
- 4月
  - 入学式
- 6月
  - 文化祭（桜瑛祭）
- 7月
  - 英語研修 （毎年1年次にハワイ英語研修が実施されている）（希望者）
- 8月
  - ケンブリッジ大学ペンブルック・カレッジ英語研修（選抜者）
  - 蓼科サマースクール
- 10月
  - 体育祭
- 11月
  - 修学旅行（毎年2年次にオーストラリアへの修学旅行が実施されている）
  - 日大統一テスト（3年生。現行のテストは2014年度で終了となり、「基礎学力到達度テスト」と名称を変えた）
- 3月
  - 卒業式

## 校歌
- 「緑豊かに」　作詞：石川登　作曲：さだまさし
  - 独立前は土浦日本大学高等学校の校歌を使用、独立後は歌手のさだまさしから作曲の提供を受け校歌と制定した。

## 応援歌
- 日本大学の応援歌「花の精鋭」（作詞：東辰三　作曲：明本京静）を使用する。

## 関連施設
- 蓼科林間学園
  - 長野県立科町にある宿泊施設。学校法人土浦日本大学学園が所有している施設であり、系列校である土浦日本大学高等学校と共有している。毎年1年生の校外学習などに使用されている。

## 部活動（愛好会を含む）
- 運動部
  - 卓球
  - スキー
  - ソフトテニス
  - 水泳
  - 剣道
  - ライフル射撃
  - 硬式野球
  - バレーボール
  - サッカー
  - 陸上
  - バドミントン
  - フットサル
  - バスケットボール
  - チアリーディング
  - ゴルフ
  - 女子硬式野球
- 文化部
  - 吹奏楽
  - 合唱
  - 放送
  - 総合科学
  - 新聞
  - パソコン
  - ボランティア
  - ESS
  - 美術[3]
  - 囲碁 将棋
  - 文芸
  - 軽音楽
  - ダンス

## 通学手段など
- 鉄道 - JR水戸線羽黒駅より徒歩10分
- スクールバス

同校ではスクールバスを、三和・八千代・下妻方面、石下・千代川・明野方面、真壁方面、益子・真岡方面の4路線で運行している。平成21年度より、八郷・新治方面も運行される。

## 著名な卒業生
- 安達勇人（声優・俳優・歌手・いばらき大使）
- 江戸むらさき（お笑いコンビ）※旧土浦日大岩瀬校舎
- 金澤志奈（プロゴルファー）※岩瀬日大高卒業、中央学院大中退

## 系列校

### 大学
- 日本大学

### 高等学校
- 土浦日本大学高等学校

### 中等教育学校
- 土浦日本大学中等教育学校

### 幼稚園
- 土浦日本大学高等学校附属幼稚園